# Nephochaetopteryx marianae
Nephochaetopteryx marianae är en tvåvingeart som beskrevs av Carroll William Dodge 1968. Nephochaetopteryx marianae ingår i släktet Nephochaetopteryx och familjen köttflugor.
Artens utbredningsområde är Panama. Inga underarter finns listade i Catalogue of Life.